# Хопи (народ)
Хопи — индейский народ, проживающий в резервации Хопи на северо-востоке Аризоны на площади 12 635 км².
Традиционно принадлежит к группе народов пуэбло. По всеамериканской переписи 2010 года население резервации хопи составляла 19,338 человек. Наибольшая по величине община проживала в Фёрст-Меса, штат Аризона.
Народ хопи говорит на языке хопи шошонской подветви юто-ацтекских языков.

## История
Предки хопи происходили от одной из древних культур, существовавших на территории современных штатов Нью-Мексико и Невада — вероятнее всего, от могольонской культуры (II—XIV века).
Согласно преданиям хопи, племя изначально представляло собой смесь представителей различных племён разного происхождения, постепенно ставших идентифицировать себя как один народ. Под влиянием атабаскских миграций с территории нынешней Канады, продолжавшихся до конца XV века, в результате чего образовалась современная народность навахо, хопи мигрировали из своих деревенских равнинных поселений в горы, где они могли лучше защищаться. Эти поселения известны как Первая, Вторая и Третья Меса (в порядке, в котором они встретились испанским завоевателям). В противоположность хопи, их конкуренты навахо жили обычно малыми семейными группами, которые в настоящее время широко распространены на северо-востоке Аризоны, юго-востоке Юты, юго-западе Колорадо и северо-западе Нью-Мексико. В течение многих столетий хопи были жителями крупных посёлков «городского типа» (к моменту прибытия испанцев было известно девять таких посёлков: Сикьятки, Коечаптевела, Кисакови, Сичамови, Мишонгнови, Шипаулови, Шунгопави, Ораиби, Аватови). Селение Ораиби (штат Аризона), находящееся в Третьей Месе и основанное около 1100 года, — старейшее из сохранившихся населённых пунктов США.

## Хопи и навахо
Резервация хопи полностью окружена более крупной резервацией навахо. Кроме того, существует «земля общего пользования Хопи и Навахо». Хотя исторически хопи и навахо воспринимали друг друга как соперников, с недавнего времени между ними наладилось сотрудничество по вопросам экологии, Бюро по индейским делам и по экономическим вопросам, в частности, по вопросу об ограничении забора грунтовых вод посторонними учреждениями, в частности, добытчиками угля для использования в транспортировке угольного шлака.
Попытки размежевания земель хопи и навахо, проведённые на основании законов Конгресса в 1974 и 1996, оказались безуспешными.

## Культура
Название «хопи» — сокращение от самоназвания данного народа, Hopituh Shi-nu-mu, «мирные люди» или «мирные малые». Концепция «мирного народа» глубоко укоренилась в культуре, религии, обрядах, взглядах на мораль и этику. Религия хопи — пацифистская по духу, подразумевает уважение ко всем вещам и явлениям в мире и мирное сосуществование со всеми феноменами согласно заповедям Маасо, создателя и опекуна Земли.
Традиционно хопи организованы в матрилинейные кланы. Когда мужчина женится, дети брака становятся членами клана жены. Клановые организации имеются во всех поселениях. Имена детям, однако, дают женщины отцовского клана. На двадцатый день жизни ребёнка женщины отцовского клана собираются, и каждая женщина приносит с собой подарок ребёнку и имя для него. Известны случаи, когда ребёнок получал сорок и более имён по случаю явки большого количества родственниц. Обычно родители ребёнка выбирают, какое из данных имён использовать в повседневной жизни. По современной практике, обычно используется либо английское имя, либо выбранное родителями имя из языка хопи. Также человек может изменить имя, вступив в одно из религиозных обществ, почитающее одну из качин).
Хопи до сих пор практикуют традиционные религиозные церемонии, которые отмечаются по лунному календарю.
Тем не менее, хопи, как и другие индейцы, не избежали влияния американской культуры. Среди хопи проповедовали миссионеры нескольких христианских конфессий. Миссионеры, однако, не оказали существенного влияния на традиционные культурные и религиозные практики хопи.
Традиционно у хопи хорошо развито малое фермерство (продукты производятся обычно не на продажу, а для самообеспечения). также хопи участвуют в денежных отношениях: значительное число членов племени имеют постоянную оплачиваемую работу, другие зарабатывают, создавая произведения искусства (известна резьба по дереву, традиционные куклы, керамика, ювелирное искусство).
Известны так называемые каменные таблички хопи, содержащие историю народа и пророчества будущего. Считается, что на некоторых из табличек запечатлены предсказания конца света.

## Традиции
При рождении ребёнка ему дарили одеяло и хороший колос. На 20-й день ребёнка приносили на скалу и подставляли лучам восходящего солнца. После того, как его освещал первый луч солнца, ему давали имя.
Хопи почитали духов предков (испанцы называли их качинами). Им хопи молились о ниспослании дождя для урожая, а также изготавливали кукол в виде этих духов, которых дарили девочкам, а в настоящее время также активно продают туристам.
В настоящее время в племени хопи имеются две «фракции»: традиционалисты, хранящие верность старым обычаям и земледелию, и новаторы, активно контактирующие с внешним миром. В целом индейцы хопи поддерживают свои традиции и искусство, однако в то же время хорошо относятся к современной американской жизни. Дети хопи ходят в школы, пользуются больницами. Хопи часто живут и работают за пределами резерваций, однако с этим связаны конфликты с навахо, чьи земли до сих пор окружают земли хопи.
Невеста-хопи мелет зерно в течение трёх дней в доме будущего мужа, чтобы показать, что является способной женой. Жених и его родственники мужского пола ткут ей ткань для свадебного наряда. Женщин обычно хоронят в свадебных нарядах.

## Известные хопи
- Айрис Нампейо — художник-керамист
- Фред Кэботи — художник и ювелир

## Хопи в искусстве
В 1923 году в резервации Хопи проживал художник Мейнард Диксон он написал ряд картин изображающих их культуру и быт племени.
Сюжеты посвещеные жизни племени так же можно найти у художника Хавьера Мартинеса.

## Галерея
- Племя хопи
- Танец женщин хопи, 1879, Ораиби, Аризона
- Скала танцовщиков, 1879, Валпи, Аризона
- Традиционное селение хопи
- Традиционные дома хопи.
- Женщина хопи, плетущая корзины. Около 1910
- Девочка хопи.